# Masters Inn
Masters Inn est une chaîne d'hôtels américaine. Elle possède 15 motels répartis dans six états.

## Historique
Le premier motel de la chaîne a été créé à Kansas City en 1985 en changeant le nom d'un motel précédemment installé.
En 2007, la chaîne a été acquise par Supertel qui vendit l'établissement de Cave City en 2010.